# Schnaus
Schnaus foi uma comuna da Suíça, no Cantão Grisões, com cerca de 123 habitantes. Estendia-se por uma área de 2,99 km², de densidade populacional de 41 hab/km². Confinava com as seguintes comunas: Falera, Ilanz, Ladir, Rueun, Ruschein, Siat.
A língua oficial nesta comuna era o Alemão e Romanche.

## História
Em 1 de janeiro de 2009, passou a formar parte da nova comuna de Ilanz/Glion.